# Jonathan McKee
Jonathan Dunn McKee (Seattle, 19 december 1959) is een Amerikaans zeiler.
McKee won tijdens de Olympische Zomerspelen 1984 samen met William Carl Buchan de gouden medaille in de Flying Dutchman. 
Tijdens de Olympische Zomerspelen 2000 won McKee samen met zijn broer Charlie de bronzen medaille in de 49er.

## Resultaten

### Wereldkampioenschappen
| Jaar | Plaats    | Resultaten      |
| ---- | --------- | --------------- |
| 1983 | Cagliari  | Flying Dutchman |
| 1997 | Perth     | 49er            |
| 2001 | Malcesine | 49er            |

### Olympische Zomerspelen
| Jaar | Plaats      | Resultaten             |
| ---- | ----------- | ---------------------- |
| 1984 | Los Angeles | Flying Dutchman klasse |
| 2000 | Sydney      | Flying Dutchman klasse |

1960: Bjørn Bergvall / Peder Lunde ·
1964: Helmer Pedersen / Earle Wells ·
1968: Iain MacDonald-Smith / Rodney Pattisson ·
1972: Christopher Davies / Rodney Pattisson ·
1976: Eckart Diesch / Jörg Diesch ·
1980: Alejandro Abascal / Miguel Noguer ·
1984: William Carl Buchan / Jonathan McKee ·
1988: Christian Grønborg / Jørgen Bojsen-Møller ·
1992: Luis Doreste / Domingo Manrique